# Ceratagallia liberia
Ceratagallia liberia är en insektsart som beskrevs av Nielson och Carolina Godoy 1995. Ceratagallia liberia ingår i släktet Ceratagallia och familjen dvärgstritar. Inga underarter finns listade i Catalogue of Life.